# مضاعف (ثلاثي فلورو ميثيل) ثنائي الكبريتيد
مضاعف (ثلاثي فلورو ميثيل) ثنائي الكبريتيد هو مركب فلور عضوي كان يستخدم كمبخر في عمليات التعقيم بالبخار، ويوجد على هيئة سائل متطاير شديد السمية إذا دخل إلى الجسم عن طريق الاستنشاق. يُشار إلي مركب مضاعف (ثلاثي فلورو ميثيل) ثنائي الكبريتيد اختصارًا باسم تي إف دي. 

## التحضير
يمكن تحضير مركب مضاعف (ثلاثي فلورو ميثيل) ثنائي الكبريتيد عن طريق تفاعل بيركلورو ميثيل المركابتان أو الثيوفوسجين مع فلوريد الصوديوم.

## التأثير السام
يُعتبر مركب مضاعف (ثلاثي فلورو ميثيل) ثنائي الكبريتيد مادة شديدة السمّية إذا تم تناولها عن طريق الاستنشاق، وهو عامل رئوي قوي يمكن أن يسبب وذمة رئوية شديدة. وتعتبر درجة سمّية مركب مضاعف (ثلاثي فلورو ميثيل) ثنائي الكبريتيد حوالي نصف سمية مركب بيروفلورو الأيزوبوتين.